# Congratulations (песня MGMT)
«Congratulations» (с англ. — «Мои поздравления») — песня исполненная музыкальной группой MGMT и выпущенная, как четвёртый сингл с одноименного полноформатного альбома. Она была написана Эндрю Ванвингарденом в соавторстве с Бэном Голдвассером и спродюсирована коллективом самостоятельно. Релиз сингла состоялся 26 ноября 2010 года. Он был выпущен на виниловой пластике, выпущенной в ограниченном количестве, и содержал дополнительный буклет с текстом песни и фотографиями коллектива. Критиками композиция была принята благосклонно. Ими отмечалось усиленное психоделическое звучание и уход от синтезаторов и клавишных инструментов. Музыкальное видео было опубликовано на официальном канале группы на YouTube. В качестве режиссёра клипа выступил Том Кунц. Съемки проходили в пустыне Мохаве. Композиция была использована в титрах документального фильма Инсайдеры.

## Список композиций
| №  | Название                             | Длительность |
| -- | ------------------------------------ | ------------ |
| 1. | «Congratulations» (album version)    | 3:55         |
| 2. | «Congratulations» (Erol Alkan remix) | 6:35         |

Notes
- A ^ Ремикс был доступен для бесплатного скачивание на официальном сайте коллектива.

## Участники записи
- Эндрю Ванвингарден — вокал, гитара, бас-гитара
- Бэн Голдвассер — клавишные, микширование
- Джиллиан Ривер — струнные музыкальные инструменты